# Justina Vitkauskaitė-Bernard
Justina Vitkauskaitė-Bernard (ur. 11 stycznia 1978 w Kretyngdze) – litewska polityk, posłanka do Parlamentu Europejskiego VII kadencji.

## Życiorys
W 1996 ukończyła liceum w Kretyndze, studiowała następnie dziennikarstwo i filozofię na Uniwersytecie Wileńskim. W 2012 została magistrem administracji na Uniwersytecie Prawa Litwy. Od 2000 do 2002 pracowała w administracji Sejmu, następnie przez dwa lata w organizacji pracodawców. Zaangażowała się w działalność Partii Pracy. Była asystentką eurodeputowanej Jolanty Dičkutė (2004–2009).
W 2008 bez powodzenia startowała do Sejmu. W wyborach do Parlamentu Europejskiego rok później z ramienia Partii Pracy kandydowała do Parlamentu Europejskiego. Justina Vitkauskaitė uzyskała 5. wynik wśród kandydatów swojego ugrupowania, któremu przypadł 1 mandat. W 2012 objęła mandat poselski po rezygnacji Viktora Uspaskicha i odmowie jego przyjęcia ze strony trzech kolejnych kandydatów. Przystąpiła do grupy Porozumienia Liberałów i Demokratów na rzecz Europy.